# Amphineurus (Amphineurus) patya
Amphineurus (Amphineurus) patya is een tweevleugelige uit de familie steltmuggen (Limoniidae). De soort komt voor in het Australaziatisch gebied.